# Tharu
I Tharu sono una tribù di lingua indo-ariana presente nel Nepal meridionale. Sono stanziati nelle vicinanze del Royal Chitwan national Park al confine con l'India, e nelle regioni indiane dell'Uttarakhand (circa 256.000) e dell'Uttar Pradesh (circa 84.000).
Compongono il 6,6% della popolazione totale del Nepal.
L'87% della popolazione è induista, il 13% è invece buddista. I tharu sono un popolo di origine mongolica.
Un'abitudine tipica delle donne Tharu è la realizzazione di pitture rupestri..
La società Tharu è organizzata per clan (Dangoura, Kathariya e Rana) ed ogni clan ha caratteristiche culturali proprie. I Tharu praticano una religione animista con elementi di culto degli antenati oltre che induismo e buddismo.
I Tharu sono stati per molto tempo una minoranza oppressa in Nepal, costretti in uno stato di servitù chiamato "Kamaiya" che è stato abolito solo nel 2008. I Tharu si sostentano tramite la policoltura di cereali quali riso, grano, orzo e mais. Praticano anche la pesca tramite particolari reti tradizionali.
I Tharu si sono adattati alle zone forestali da loro abitate e con il passare del tempo hanno sviluppato una resistenza naturale ad alcune malattie, come la malaria.